# Uncyclopedia
Uncyclopedia – witryna internetowa parodiująca Wikipedię, założona w styczniu 2005 roku. Logo serwisu (ziemniak z naniesionym obrysem puzzli, oznaczonych różnymi symbolami) jest parodią logo Wikipedii. Uncyclopedia tworzona jest w języku angielskim, jednak na jej wzór powstały także podobne serwisy w innych językach.

## Historia
Uncyclopedia została założona 5 stycznia 2005 roku, w domenie Uncyclopedia.org. Szybki rozwój serwisu zmusił autorów do migracji na nowe serwery. 26 maja 2005 roku ukazało się oświadczenie wiceprezesa Wikii, w którym poinformowano, że ta będzie hostować Uncyclopedię. 26 lutego 2019 roku Wikia zdecydowała o usunięciu ze swojego serwisu Uncyclopedii i pokrewnych projektów w innych językach. Społeczności różnych wersji językowych podjęły decyzję o przeniesieniu się na różne, niezwiązane z Wikią hostingi. 

## Cele i zawartość
Celem Uncyclopedii jest publikowanie humorystycznych i zmyślonych artykułów. Uncyclopedia ma wiele żartów wewnętrznych, które nie są zrozumiałe dla nowych odwiedzających. Na Uncyclopedii popularne są fałszywe cytaty, przypisywane Oscarowi Wilde’owi.

## Projekty siostrzane
Uncyclopedia, według jej własnych informacji, ma 10 tzw. projektów siostrzanych, czyli wyspecjalizowanych serwisów będących nawiązaniem do projektów siostrzanych Wikipedii. Należy do nich, między innymi, Unquotable, zamieszczający cytaty znanych osobistości (na wzór Wikicytatów), czasem wymyślone na potrzeby witryny, i UnNews, które gromadzi humorystycznie przedstawione informacje, zwykle z podaniem prawdziwych źródeł tak, jak Wikinews.

## Krytyka
Uncyclopedii zarzuca się, że jest podatna na uprawianie w niej cyberprzemocy, a zawarte w niej hasła mogą negatywnie wpływać na wizerunek opisywanych w niej podmiotów. Na Uncyclopedii znajdują się również artykuły uważane za rasistowskie. Przed Uncyclopedią przestrzegało ministerstwo bezpieczeństwa wewnętrznego Malezji, dostęp do niej jest zabroniony w Chińskiej Republice Ludowej.